# هنري سويت
هِنْري سويِت (بالإنجليزية: Henry Sweet)‏ (1845–1912) عالِمٌ في فِقهُ اللُّغةِ التاريخيّ والمقارن، وعالِمٌ صوتِيّات، ونحوِيّ إنجليزي. تخصّصَ في اللُغاتٌ الجِرْمانِيّة ولا سِيَما اللُغة الإنجليزية القدِيمة واللُغة الأسكندنافية القدِيمة. أَلَّف كُتُباً في الأصوات، والنَحوُ، وتعليم اللُغاتٌ. مِن أثارة «الدِراسة العمليَة للُغاتٌ»، و«مُوجِز في عِلم الأصوات»، و«تاريخ اللُغة».

## وصلات خارجية
- هنري سويت على موقع الموسوعة البريطانية (الإنجليزية)

- قائمة كتب ومؤلفات هِنْري سويِت (أرشيف الإنترنت).
- قائمة كتب ومؤلفات هِنْري سويِت (مشروع غوتنبرغ).